# 林奇島

林奇島在南奧克尼群島的位置

林奇島（英語：Lynch Island），是南極洲的島嶼，位於科羅內申島南岸，處於馬歇爾灣東部，屬於南奧克尼群島的一部分，由挪威捕鯨者繪入地圖，現時由南極條約體系管理。